# Archidiecezja Sydney
Archidiecezja Sydney – najstarsza diecezja katolicka w Australii. Powstała w 1834 jako wikariat apostolski Nowej Holandii i Ziemi Van Diemena (jak wówczas nazywano Australię i Tasmanię).  5 kwietnia 1842 została erygowana jako diecezja, a już trzy tygodnie później podniesiono ją do rangi archidiecezji. Początkowo obejmowała cały kontynent, z czasem wyłączano z niej kolejne nowe diecezje. Od lat 40. XX wieku kolejni arcybiskupi Sydney tradycyjnie otrzymują godność kardynała – jest to jedyna stolica biskupia w Australii posiadająca taki nieformalny przywilej. Arcybiskupi pełnią także funkcję metropolitów Sydney i sprawują nadzór na ordynariuszami dziewięciu innych diecezji wchodzących w skład metropolii.

## Biskupi Sydney

### Arcybiskupi Sydney
- John Bede Polding (1842–1877)
- Roger Vaughan (1877–1883)
- Patrick Francis Moran (1884–1911)
- Michael Kelly (1911–1940)
- Norman Thomas Gilroy (1940–1971)
- James Darcy Freeman (1971–1983)
- Edward Bede Clancy (1983–2001)
- George Pell (2001–2014)
- Anthony Fisher OP – od 2014

### Biskupi pomocniczy
- Joseph Higgins (1888–1899)
- Eris O’Brien (1948–1951)
- Patrick Lyons (1950–1956)
- James Patrick Carroll (1954–1984)
- James Darcy Freeman (1956–1968)
- Thomas Muldoon (1960–1982)
- Edward Francis Kelly MSC (1969–1975)
- Edward Bede Clancy (1973–1978)
- David Cremin (1973–2005)
- Bede Heather (1979–1986)
- John Heaps (1981–1992)
- Patrick Laurence Murphy (1976–1986)
- Geoffrey Robinson (1984–2004)
- Peter Ingham (1993–2001)
- Julian Porteous (2003–2013)
- Anthony Fisher OP (2003–2010)
- Terence Brady – (2007–2022)
- Peter Comensoli (2011–2014)
- Anthony Randazzo (2016–2019)
- Richard Umbers – od 2016
- Daniel Meagher – od 2021
- Anthony Percy – od 2025